# Boonville (New York)
Pour les articles homonymes, voir Boonville.
Ne doit pas être confondu avec Boonville (village, New York).
Boonville est une ville du comté d'Oneida, dans l'État de New York, aux États-Unis,. En 2010, elle comptait une population de 4 555 habitants.

## Démographie
Lors du recensement de 2010, la ville comptait une population de 4 555 habitants. Elle est estimée, en 2016, à 4 536 habitants.